# ポーリン・ベインズ
ポーリン・ベインズ（Pauline Diana Baynes, 1922年9月9日 - 2008年8月1日）は、イギリスの挿絵画家。ポーリン・ベーンズと表記されることもある。「ナルニア国ものがたり」の挿絵で知られる。

## 略歴
ポーリン・ダイアナ・ベインズは、1922年にイングランドのホヴに生まれ、父親の赴任先だったインドで幼年期を過ごした。学校に通うために5歳の時にイングランドに戻り、15歳からファーンハムの芸術学校に2学期通った後、第二次世界大戦により中断されるまでロンドンのスレード美術学校に通った。
戦後、駆け出しでまだ無名だったベインズは、「農夫ジャイルズの冒険」の挿絵画家としてJ・R・R・トールキンによって見出された。その後のトールキンとの親交がきっかけとなり、C・S・ルイスの児童文学「ナルニア国ものがたり」全7巻の挿絵を手がけることになった。また、ペーパーバック版のカバー絵や関連図書に描きおろしを提供し、1998年には元のモノクロだった挿絵に彩色をするなど、たびたびナルニアのイラストを手がけた。その他、100冊以上にのぼる著作にカバー絵・挿絵などのイラストを提供した。生涯精力的に作家活動をし、亡くなる数週間前まで作品を制作していたという。
1961年にドイツ人のフリッツ・ガッシュ（Fritz Otto Gasch, 1988没）と結婚、1度息子を授かったが死産だった。晩年、夫の戦前の妻との娘と家族になった。
2008年8月、サリー州の自宅にて85歳で亡くなった
。

## 受賞作品
1968年のDictionary of Chivalry（「西洋騎士道事典」）と1972年のSnail and Caterpillar（「カタツムリのぼうけん」）で、ケイト・グリーナウェイ賞を受賞した

## ベインズと著作者
夫とともにトールキンとは家族ぐるみの親交があった。これとは対照的に、ルイスと会ったのは2度だけである。ルイスはベインズに面しては作品を褒めたが、他では批判的な評価を語っていたという。一方、「彼女（ポーリン・ベインズ）はジャック（ルイス）に彼女の挿絵が好まれていないと感じていましたが、実際にはジャックは彼女の作品がとても好きでした。」というルイスの義息ダグラス・グレシャムによる言及がある。

## 日本で出版された主な掲載作品
- ナルニア国ものがたりシリーズ全7巻（岩波書店）, C・S・ルイス【著】, 瀬田貞二【訳】
  - ライオンと魔女
  - カスピアン王子のつのぶえ
  - 朝びらき丸 東の海へ
  - 銀のいす
  - 馬と少年
  - 魔術師のおい
  - さいごの戦い
- スペシャル エディション ナルニア国物語（岩波書店）, C・S・ルイス【著】, 瀬田貞二【訳】
- スペシャル エディション ライオンと魔女（岩波書店）, C・S・ルイス【著】, 瀬田貞二【訳】
- ナルニア国の住人たち（岩波書店）, C・S・ルイス【原作】
- ようこそナルニア国へ（岩波書店）, ブライアン・シブリー【著】, 中村妙子【訳】
- 小人たちの新しい家（岩波書店）, メアリー・ノートン【著】, 猪熊葉子【訳】
- ビルボの別れの歌（岩波書店）, J・R・R・トールキン【著】, 脇明子【訳】
- 星をのんだかじや（評論社）, J・R・R・トールキン【著】, 猪熊葉子【訳】
- 農夫ジャイルズの冒険（評論社）, J・R・R・トールキン【著】, 吉田新一【訳】
- 新版　西洋騎士道事典—人物・伝説・戦闘・武具・紋章（原書房）, グラント・オーデン【著】, 堀越孝一【監訳】
- どうぶつのくらしシリーズ の一部（偕成社）, イリアン・ロールス【著】, 東明【訳】
  - 6. キアゲハ
  - 7. マルハナバチ
  - 8. カエル
  - 9. マガモ
- 昆虫おはなし絵本シリーズ （偕成社）, ヘレン・ピアーズ【著】, 小田英智【訳】
  - 1. カタツムリのぼうけん
  - 2. チョウとヤブキリ